# Makoto Moroi
Makoto Moroi (en japonés,諸井 誠) (Tokio, 17 de diciembre de 1930 – 2 de septiembre de 2013) fue un compositor japonés.

## Biografía
Makoto Moroi era hijo de Saburō Moroi. Estudió composición con Tomojirō Ikenouchi en el Universidad Nacional de Bellas Artes y Música de Tokio, graduándose en 1952. También estudió canto gregoriano con Paul Anouilh, y música renacentista y barroca con Eta Harich-Schneider. Fue uno de los principales compositores que introdujeron audiencias japonesas a nuevos estilos y dispositivos musicales, incluyendo técnica dodecafónica, serialismo y música aleatoria. Fue uno de los primeros compositores japoneses en adoptar la música electrónica, y también introdujo en sus composiciones instrumentos tradicionales japoneses como el shakuhachi. Falleció a los 82 años el 2 de septiembre de 2013.

## Composiciones

### Ópera
- 1959 – The Stars of Pythagoras
- 1960 – Red Cocoon
- 1961 – Die lange, lange Strasse lange
- 1962 – Yamauba
- 1965 – Phaeton the charioteer

### Coral
- 1959 – Cámara Cantata No. 1
- 1959 – Cámara Cantata No. 2
- 1970 – Izumo, my home
- 1972 – A romance of playing cards

### Orquesta
- 1953 – Composición No. 1
- 1958 – Composición No. 2
- 1958 – Composición No. 3
- 1960 – Composición No. 4
- 1961 – Ode to Schoenberg
- 1966 – The Vision of Cain, symphonic sketch
- 1968 – Symphony

### Concertante
- 1963 – Suite concertante para violín y orquesta
- 1964 – Toccata, Sarabande and Tarantella para piano y doble orquesta de cuerda
- 1966 – Piano Concerto No. 1
- 1968 – Three Movements para shakuhachi, cuerdas y percusión
- 1971 – Piano Concerto No. 2
- 1973 – Kyoso Symphony, para instrumentos folk y orquesta

### Cámara
- 1950 – Música de cámara No. 1
- 1950 – Música de cámara No. 2
- 1951 – Música de cámara No. 3
- 1954 – Música de cámara No. 4
- 1962 – Five Epigramms
- 1966 – Five conversations for two shakuhachi
- 1967 – Five metamorphic strata
- 1972 – Contradiction
- 1972 – Contradiction II
- 1976 – Hanafuda denki

### Instrumental
- 1951 – Sonata da camera para piano
- 1952 – Partita para flauta
- 1954 – Alpha and Beta, para piano
- 1964 – Five pieces para shakuhachi
- 1967 – Eight parables para piano
- 1970 – Les farces, para violín
- 1972 – Sinfonia for S.M., para sanjugen
- 1978 – Fantasie and Fugue para órgano

### Grabaciones
- 1956 – Seven variations (colaboración con Toshiro Mayuzumi)
- 1958 – Transfiguration
- 1962 – Variété
- 1968 – Small confession